# Jaap Seidel
Jaap Seidel   (la Haia, 19 d'agost de 1919 - Eindhoven, 8 de maig de 2001) va ser un matemàtic neerlandès.

## Vida i obra
El 1937, després d'acabar els seus estudis secundaris al Liceu municipal de La Haia, va ingressar a la universitat de Leiden per estudiar matemàtiques, però el 1940 va veure interromputs els seus estudis per la clausura de la universitat per les autoritats d'ocupació nazis. Va continuar els estudis a la universitat Lliure d'Amsterdam sota la influència del professor Johannes Haantjes, només durant uns anys fins que totes les universitats neerlandeses van ser tancades. Després d'acabar la Segona Guerra Mundial, el 1948 Seidel va defensar el seu doctorat a la universitat de Leiden sota la direcció de Haantjes.
Després d'uns anys de professor al prestigiós Vossius Gymnasium, des de 1950 fins a 1957 va ser professor de la universitat Tècnica de Delft. El 1957 va passar a ser professor de la recent creada universitat Tècnica d'Eindhoven, on va crear el departament de matemàtiques i en la qual es va retirar el 1984. Durant aquests anys va ser professor visitant a nombroses universitats de tot el món.
Seidel va publicar més d'un centenar d'articles científics en els camps de la teoria de grafs, la geometria i les matrius. Però, sobre tot, fent un notable esforç en connectar les diferents branques de les matemàtiques. Son importants les seves aportacions en transformacions de grafs, vinculats de Hoffman i grafs de Paley.